# Ifaty
Ifaty is een plaats in het zuidwesten van Madagaskar, in de regio Atsimo-Andrefana. De bevolking bestaat voornamelijk uit Vezo en Sakalava.
Het ligt 27 kilometer ten noorden van de hoofdstad Toliara en op de grens van twee ecoregio's van Madagaskar, namelijk het doornig struikgewas en mangrovebossen. Het strand van Ifaty trekt jaarlijks veel toeristen. Ook zijn er veel andere ecotoeristische attracties, zoals het Renialareservaat en bezoekerscentra met informatie over het mariene leven aan de westkust.

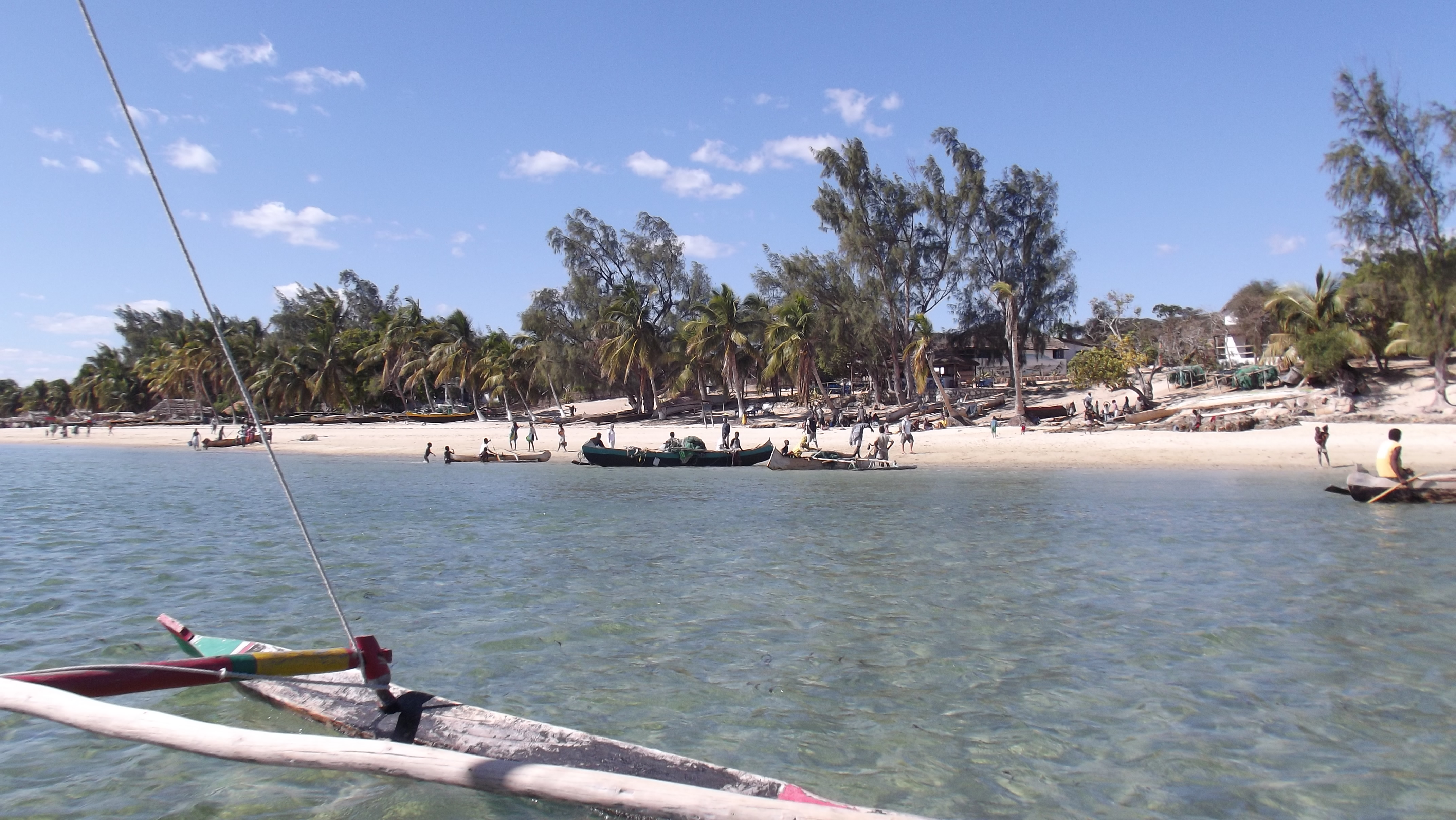
Het strand van Ifaty
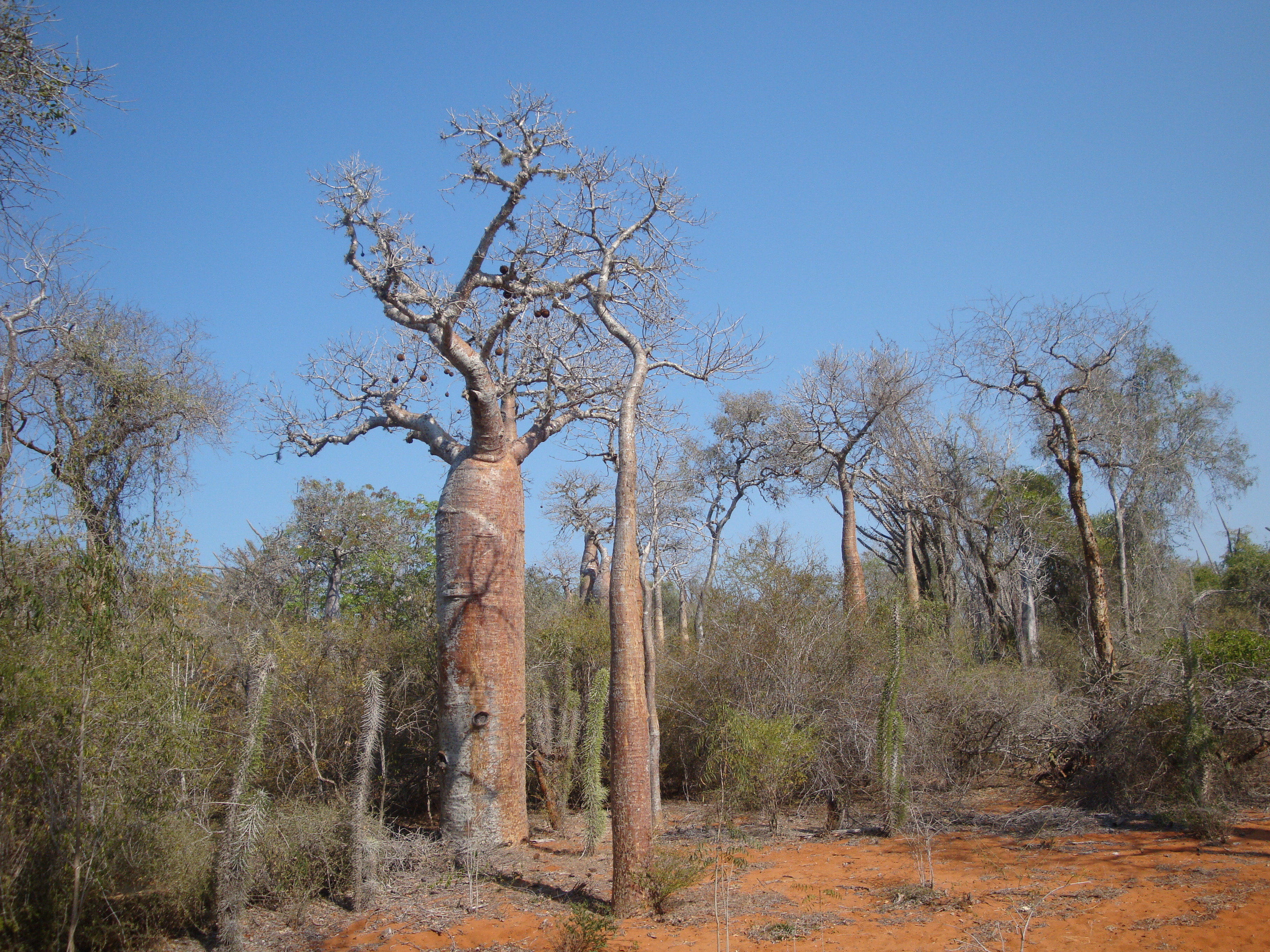
Doornig struikgewas in het Renialareservaat
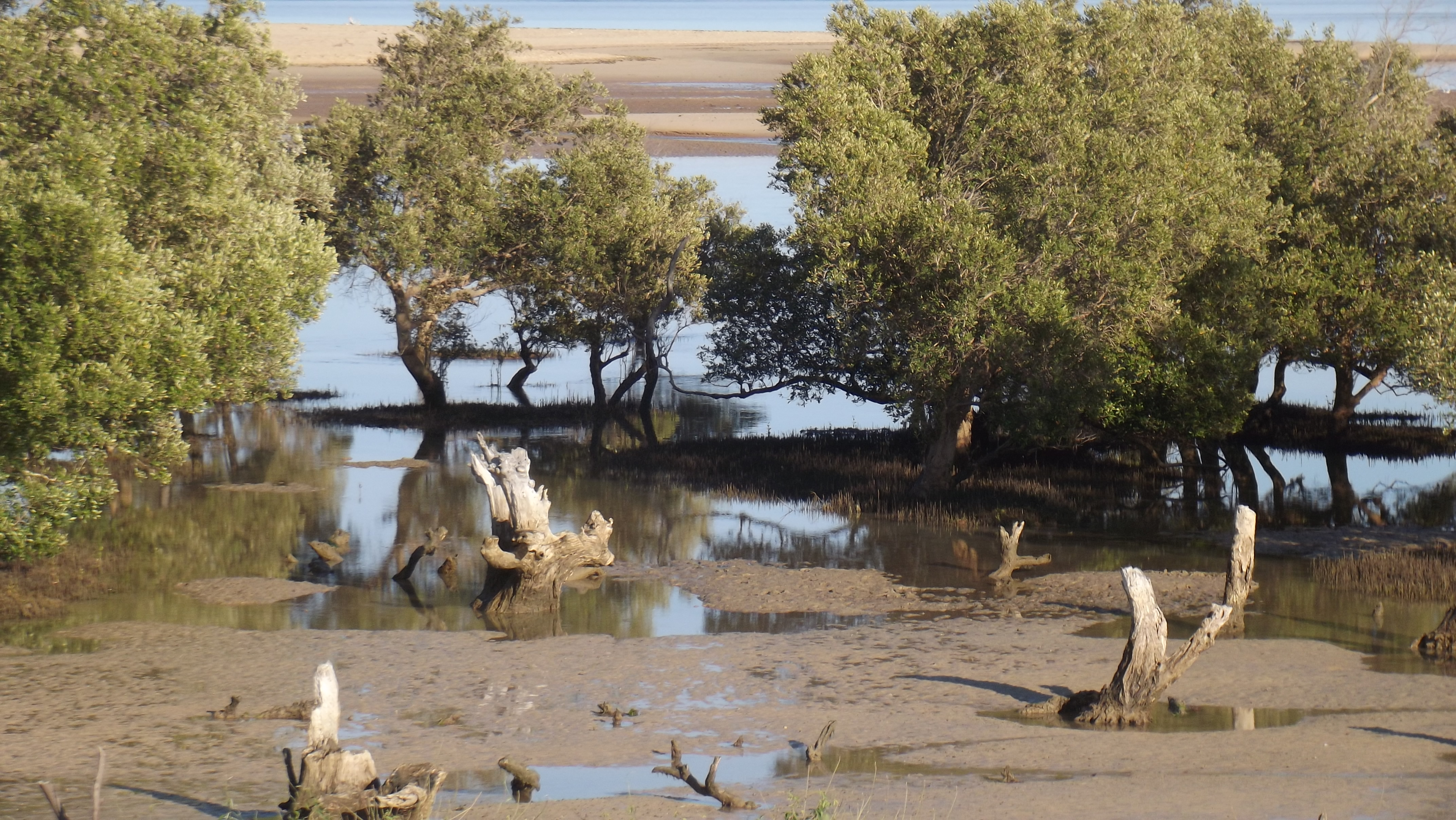
Mangroven in de omgeving van Ifaty